# Sèries de Campionat de la Lliga Nacional

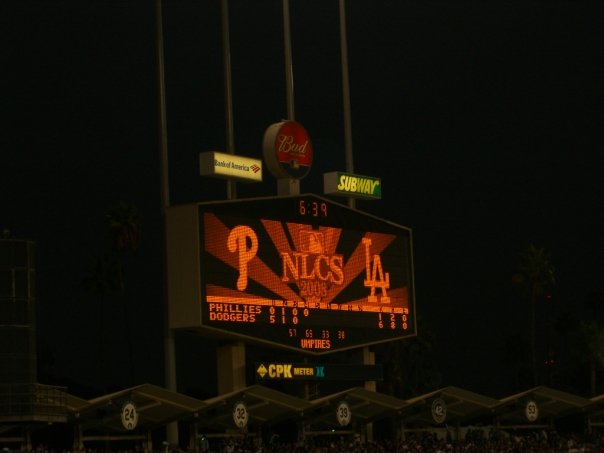
NLCS 2008: 3r partit entre Los Angeles Dodgers i Philadelphia Phillies al Dodger Stadium.

A la Major League Baseball, les Sèries de Campionat de la Lliga Nacional són les eliminatòries finals de la Lliga Nacional de Beisbol.
Es disputen a l'octubre. El vencedor obté el dret de participar en les Sèries Mundials de beisbol enfront del vencedor de la Lliga Americana de Beisbol.
Es començà a disputar el 1969, quan la Lliga Nacional es reestructurà en dues divisions: Est i Oest. Els dos vencedors de cada divisió s'enfrontaren pel campionat al millor de 5 partits. El 1985 el format canvià al millor de 7 partits. El 1994 es reorganitzà de nou amb tres divisions. Els tres campions més un quart partit disputaren les Sèries de Divisió al millor de 5 partits i els dos vencedors, les Sèries de Campionat. Aquest darrer format es manté avui dia.
Abans de 1969 el campió de la Lliga Nacional era el millor de la fase regular.

## Historial

### Campions anteriors (1876-1968)
| - 1876 Chicago White Stockings - 1877 Boston Red Caps - 1878 Boston Red Caps - 1879 Providence Grays - 1880 Chicago White Stockings - 1881 Chicago White Stockings - 1882 Chicago White Stockings - 1883 Boston Beaneaters - 1884 Providence Grays - 1885 Chicago White Stockings - 1886 Chicago White Stockings - 1887 Detroit Wolverines - 1888 New York Giants - 1889 New York Giants - 1890 Brooklyn Bridegrooms - 1891 Boston Beaneaters - 1892 Boston Beaneaters - 1893 Boston Beaneaters - 1894 Baltimore Orioles - 1895 Baltimore Orioles - 1896 Baltimore Orioles - 1897 Boston Beaneaters - 1898 Boston Beaneaters - 1899 Brooklyn Superbas - 1900 Brooklyn Superbas - 1901 Pittsburgh Pirates - 1902 Pittsburgh Pirates - 1903 Pittsburgh Pirates - 1904 New York Giants - 1905 New York Giants - 1906 Chicago Cubs | - 1907 Chicago Cubs - 1908 Chicago Cubs - 1909 Pittsburgh Pirates - 1910 Chicago Cubs - 1911 New York Giants - 1912 New York Giants - 1913 New York Giants - 1914 Boston Braves - 1915 Philadelphia Phillies - 1916 Brooklyn Robins - 1917 New York Giants - 1918 Chicago Cubs - 1919 Cincinnati Reds - 1920 Brooklyn Robins - 1921 New York Giants - 1922 New York Giants - 1923 New York Giants - 1924 New York Giants - 1925 Pittsburgh Pirates - 1926 St. Louis Cardinals - 1927 Pittsburgh Pirates - 1928 St. Louis Cardinals - 1929 Chicago Cubs - 1930 St. Louis Cardinals - 1931 St. Louis Cardinals - 1932 Chicago Cubs - 1933 New York Giants - 1934 St. Louis Cardinals - 1935 Chicago Cubs - 1936 New York Giants - 1937 New York Giants | - 1938 Chicago Cubs - 1939 Cincinnati Reds - 1940 Cincinnati Reds - 1941 Brooklyn Dodgers - 1942 St. Louis Cardinals - 1943 St. Louis Cardinals - 1944 St. Louis Cardinals - 1945 Chicago Cubs - 1946 St. Louis Cardinals - 1947 Brooklyn Dodgers - 1948 Boston Braves - 1949 Brooklyn Dodgers - 1950 Philadelphia Phillies - 1951 New York Giants - 1952 Brooklyn Dodgers - 1953 Brooklyn Dodgers - 1954 New York Giants - 1955 Brooklyn Dodgers - 1956 Brooklyn Dodgers - 1957 Milwaukee Braves - 1958 Milwaukee Braves - 1959 Los Angeles Dodgers - 1960 Pittsburgh Pirates - 1961 Cincinnati Reds - 1962 San Francisco Giants - 1963 Los Angeles Dodgers - 1964 St. Louis Cardinals - 1965 Los Angeles Dodgers - 1966 Los Angeles Dodgers - 1967 St. Louis Cardinals - 1968 St. Louis Cardinals |

### Sèries de Campionat (1969-present)
| 1969 | New York Mets                          | Atlanta Braves                         | 3-0                                    |                                        |                                        |
| 1970 | Cincinnati Reds                        | Pittsburgh Pirates                     | 3-0                                    |                                        |                                        |
| 1971 | Pittsburgh Pirates                     | San Francisco Giants                   | 3-1                                    |                                        |                                        |
| 1972 | Cincinnati Reds                        | Pittsburgh Pirates                     | 3-2                                    |                                        |                                        |
| 1973 | New York Mets                          | Cincinnati Reds                        | 3-2                                    |                                        |                                        |
| 1974 | Los Angeles Dodgers                    | Pittsburgh Pirates                     | 3-1                                    |                                        |                                        |
| 1975 | Cincinnati Reds                        | Pittsburgh Pirates                     | 3-0                                    |                                        |                                        |
| 1976 | Cincinnati Reds                        | Philadelphia Phillies                  | 3-0                                    |                                        |                                        |
| 1977 | Los Angeles Dodgers                    | Philadelphia Phillies                  | 3-1                                    |                                        |                                        |
| 1978 | Los Angeles Dodgers                    | Philadelphia Phillies                  | 3-1                                    |                                        |                                        |
| 1979 | Pittsburgh Pirates                     | Cincinnati Reds                        | 3-0                                    |                                        |                                        |
| 1980 | Philadelphia Phillies                  | Houston Astros                         | 3-2                                    |                                        |                                        |
| 1981 | Los Angeles Dodgers                    | Expos de Mont-real                     | 3-2                                    |                                        |                                        |
| 1982 | St. Louis Cardinals                    | Atlanta Braves                         | 3-0                                    |                                        |                                        |
| 1983 | Philadelphia Phillies                  | Los Angeles Dodgers                    | 3-1                                    |                                        |                                        |
| 1984 | San Diego Padres                       | Chicago Cubs                           | 3-2                                    |                                        |                                        |
| 1985 | St. Louis Cardinals                    | Los Angeles Dodgers                    | 4-2                                    |                                        |                                        |
| 1986 | New York Mets                          | Houston Astros                         | 4-2                                    |                                        |                                        |
| 1987 | St. Louis Cardinals                    | San Francisco Giants                   | 4-3                                    |                                        |                                        |
| 1988 | Los Angeles Dodgers                    | New York Mets                          | 4-3                                    |                                        |                                        |
| 1989 | San Francisco Giants                   | Chicago Cubs                           | 4-1                                    |                                        |                                        |
| 1990 | Cincinnati Reds                        | Pittsburgh Pirates                     | 4-2                                    |                                        |                                        |
| 1991 | Atlanta Braves                         | Pittsburgh Pirates                     | 4-3                                    |                                        |                                        |
| 1992 | Atlanta Braves                         | Pittsburgh Pirates                     | 4-3                                    |                                        |                                        |
| 1993 | Philadelphia Phillies                  | Atlanta Braves                         | 4-2                                    |                                        |                                        |
| 1994 | No es disputà per la vaga de jugadors. | No es disputà per la vaga de jugadors. | No es disputà per la vaga de jugadors. | No es disputà per la vaga de jugadors. | No es disputà per la vaga de jugadors. |
| 1995 | Atlanta Braves                         | Cincinnati Reds                        | 4-0                                    |                                        |                                        |
| 1996 | Atlanta Braves                         | St. Louis Cardinals                    | 4-3                                    |                                        |                                        |
| 1997 | Florida Marlins†                       | Atlanta Braves                         | 4-2                                    |                                        |                                        |
| 1998 | San Diego Padres                       | Atlanta Braves                         | 4-2                                    |                                        |                                        |
| 1999 | Atlanta Braves                         | New York Mets†                         | 4-2                                    |                                        |                                        |
| 2000 | New York Mets†                         | St. Louis Cardinals                    | 4-1                                    |                                        |                                        |
| 2001 | Arizona Diamondbacks                   | Atlanta Braves                         | 4-1                                    |                                        |                                        |
| 2002 | San Francisco Giants†                  | St. Louis Cardinals                    | 4-1                                    |                                        |                                        |
| 2003 | Florida Marlins†                       | Chicago Cubs                           | 4-3                                    |                                        |                                        |
| 2004 | St. Louis Cardinals                    | Houston Astros†                        | 4-3                                    |                                        |                                        |
| 2005 | Houston Astros†                        | St. Louis Cardinals                    | 4-2                                    |                                        |                                        |
| 2006 | St. Louis Cardinals                    | New York Mets                          | 4-3                                    |                                        |                                        |
| 2007 | Colorado Rockies†                      | Arizona Diamondbacks                   | 4-0                                    |                                        |                                        |
| 2008 | Philadelphia Phillies                  | Los Angeles Dodgers                    | 4-1                                    |                                        |                                        |

† Equip amb wild-card (des de 1995).